# 한희선
한희선(1976년 ~ )은 대한민국의 일본어 번역가이다. 부산에서 태어나 한국외국어대학교를 졸업했다. 평소 일본 문화와 일본 추리 소설에 관심이 많았으며, 니키 에쓰코의 작품을 계기로 번역을 시작했다. 대표적인 역서로 시마다 소지의 《점성술 살인사건》, 《기울어진 저택의 범죄》, 미야베 미유키의 《대답은 필요 없어》, 《레벨7》, 아야츠지 유키토의 《살인방정식》, 《키리고에 저택 살인사건》이 있다.

## 저작
- 나카지마 라모 작품(북스피어)
  - 가다라의 돼지
  - 아버지의 백 드롭
  - 오늘 밤 모든 바에서
  - 인체 모형의 밤

- 미야베 미유키 작품(북스피어)
  - 대답은 필요 없어
  - 레벨7

- 시마다 소지 작품(시공사, 검은숲)
  - 기발한 발상, 하늘을 움직이다
  - 기울어진 저택의 범죄
  - 미타라이 기요시의 인사
  - 북의 유즈루, 저녁 하늘을 나는 학
  - 이방의 기사
  - 이즈모 특급 살인
- 점성술 살인사건

- 아야츠지 유키토 작품
  - 살인방정식(은행나무)
  - 키리고에 저택 살인사건(시공사)

- 후나도 요이치 작품(시작)
  - 전설 없는 땅
  - 무지개 골짜기의 5월

- 고양이는 알고 있다(니키 에쓰코, 시공사)
- 고토바 전설 살인사건(우치다 야스오, 검은숲)
- 날개는 언제까지나(가와카미 겐이치, 비채)
- 럭키걸(세오 마이코, 비채)
- 루팡의 소식(요코야마 히데오, 비채)
- 삼각관계(고데마리 유이, 창해)
- 서른다섯, 사랑(시라이시 가즈후미, 레드박스)
- 슈거리스 러브(야마모토 후미오, 창해)
- 우리 집에 놀러 오세요(우타노 쇼고, 블루엘리펀트)
- 제물의 야회(가노 료이치, 이미지박스)
- 죽어도 잊지 않아(노나미 아사, 시공사)
- 환상의 여자(가노 료이치, 황금가지)
- RUN! RUN! RUN! 런! 런! 런!(카츠라 노조미, 북홀릭)